# PZL.46 Sum
PZL.46 Sum byl lehký bombardovací a průzkumný letoun určený pro polské letectvo před druhou světovou válkou, jehož produkce započala na jaře 1939, ale polský průmysl před vypuknutím války nedokončil ani jeden sériový kus.

## Vznik a vývoj
PZL.46 Sum navrhl Stanisław Prauss v závodech PZL jako nástupce standardního polského lehkého bombardovacího a průzkumného letounu PZL.23 Karaś, také Praussovy konstrukce. První studie byly vytvořeny v roce 1936. Aby bylo možné otestovat nové prvky, jako jsou dvojité svislé ocasní plochy a zatahovací podtrupová gondola pro bombometčíka, byla v roce 1936 postavena a otestována jedna modifikovaná PZL.23 s označením PZL.42.
První prototyp PZL.46 Sum vzlétl koncem října 1938. S PZL.23 sdílel pouze obecné uspořádání, jeho trup byl mnohem aerodynamicky propracovanější a křídlo mělo tenčí profil. Původně bylo zamýšleno použití zatahovacího podvozku, ale protože polský průmysl jej zatím nevyráběl, byl použit pevný. V listopadu až prosinci 1938 byl prototyp představen na Aerosalonu v Paříži. V květnu 1939 byl zalétán druhý podobný prototyp (PZL.46/II).
Testy prokázaly, že Sum byl úspěšný design s mnohem lepšími výkony než PZL.23. Jediné větší závady byly v mechanismu zatahování břišní gondoly.
V březnu 1939 byl PZL.46 objednán k sériové výrobě. Polské letectvo plánovalo nákup 160 letounů varianty PZL.46A. První letouny měly být dokončeny na podzim 1939 a dodány počátkem roku 1940. V době nacistické invaze do Polska v září 1939 byly dokončeny pouze některé díly.
Třetí prototyp PZL.46/III byl ve výrobě v létě 1939, mělo se jednat o exportní variantu PZL.46B, poháněnou motorem Gnome-Rhône 14N21, o kterou projevilo zájem Bulharsko, využívající bombardéry PZL.43, a zadalo předběžnou objednávku na 12 strojů, nedokončených kvůli vypuknutí války.
Stanisław Prauss zpracoval také předběžný návrh menší vývojové varianty PZL Łosoś, což měl být dvoumístný střemhlavý bombardér s dvanáctiválcovým vidlicovým motorem Hispano-Suiza 12Z o výkonu 1 600 hp (1 200 kW) a zatahovacím podvozkem, bez podtrupové gondoly.

## Technický popis

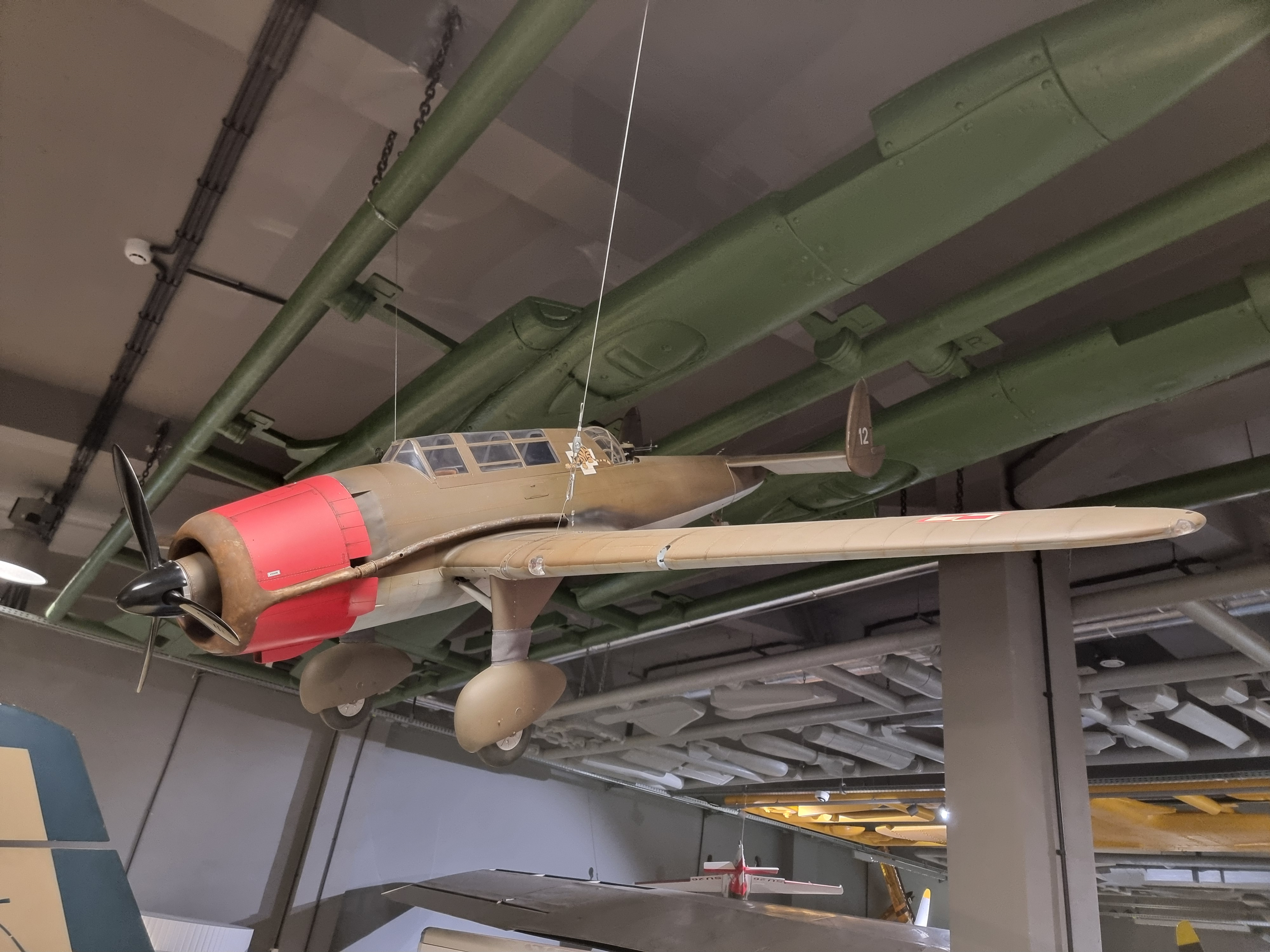
Model PZL.46 v Muzeu polského letectví v Krakově

Letoun byl konvenčního uspořádání, středoplošný celokovový samonosný jednoplošník s kovovým potahem. Trup byl poloskořepinové konstrukce, oválného průřezu. Svislé ocasní plochy byly dvojité. Posádku tvořili tři: pilot, pozorovatel/bombometčík a zadní střelec. Bojové stanoviště bombometčíka bylo v gondole pod trupem, v níž také obsluhoval podbřišní kulomet. Gondola mohla být zatažena do trupu, aby se snížil odpor vzduchu. Pevný podvozek měl aerodynamické kapkovité kryty. Pohonnou jednotku představoval hvězdicový motor Bristol Pegasus (licenčně vyráběný v Polsku jako PZL Pegaz) XXB, o výkonu 840 k, maximálním až 940 k, pod krytem typu NACA, pohánějící třílistou kovovou vrtuli Hamilton Standard. Palivové nádrže v centroplánu křídla měly kapacitu 750 litrů.

## Operační historie
Po vypuknutí druhé světové války byl první prototyp ponechán ve Varšavě kvůli poškození podvozku. Dne 5. září 1939 byl druhý prototyp evakuován z Varšavy do Lvova, poté 17. září do Bukurešti v Rumunsku, kde byl internován. Dne 26. září 1939, pod záminkou dodání letounu do továrny IAR v Brašově, jej kapitán Stanislaw Riess s dalšími třemi členy posádky (včetně Witolda Urbanowicze[zdroj?]) přeletěl z Rumunska do obležené Varšavy. Posádka předala rozkazy od polského vrchního velitele Edwarda Rydze-Śmigłyho veliteli varšavské obrany Juliuszi Rómmelovi. Následujícího dne, za situace kdy již byla většina polského území obsazena Němci nebo Sověty, odletěla do Kaunasu v Litvě. Letoun zde byl internován a uskladněn, a později tam byl ukořistěn a testován Sovětským svazem.

## Specifikace (PZL.46/I)

Třípohledový nákres PZL.46

Údaje dle

### Technické údaje
- Osádka: 3
- Rozpětí: 14,6 m
- Délka: 10,5 m
- Výška: 3,3 m
- Nosná plocha: 27 m²
- Hmotnost prázdného stroje: 1 995 kg
- Maximální vzletová hmotnost: 3 550 kg
- Pohonná jednotka: 1 × vzduchem chlazený devítiválcový hvězdicový motor Pegasus XX
- Výkon pohonné jednotky: 918 hp (685 kW)

### Výkony
- Maximální rychlost na úrovni mořské hladiny: 350 km/h
- Maximální rychlost ve výšce 3 600 m: 425 km/h
- Praktický dostup: 7 700 m
- Dolet: 1 300 km

### Výzbroj
- 4 × kulomet kulomet PWU FK wz. 36 ráže 7,92 × 57 mm v křídle
- 2 × pohyblivý kulomet KM wz. 37[2] ráže 7,92 × 57 mm v hřbetním střelišti
- 1 × pohyblivý kulomet KM wz. 37[2] ráže 7,92 × 57 mm v podtrupové gondole
- max. 600 kg pum v pumovnici v centroplánu